# Diane MacKownová
Diane MacKownová, také známá jako Diana MacKownová (nepřechýleně Diane MacKown) je americká portrétní fotografka. Její dílo je zahrnuto ve sbírkách Muzea amerického umění Whitneyové, Metropolitního muzea umění a Národní portrétní galerie v Londýně.

## Životopis
MacKownová byla po mnoho let asistentkou sochařky Louise Nevelsonové. Poté, co Nevelsonová zemřela, se zapojila do diskutabilního sporu s Nevelsonovým synem o vlastnictví řady  soch Nevelsonové.